# Debed
Debed ili Debeda je rijeka u Armeniji i Gruziji. Također služi kao prirodna granica između Armenije i Gruzije u selu Sadakhlo, Gruzija. Duga je 176 km, s površinom porječja od 4080 km2i ima 4,080 km.
Rijeka izvire u Armeniji i nastaje na sutoka rijeka Džoraget i Pambak kod Džoragjugha. Svoj tok završava u Gruziji kao lijevi pritok Hramija, pritoka Kure.

## Vanjske poveznice
|  | Zajednički poslužitelj ima još gradiva o temi Debed |